# 米莱西莫
米莱西莫（義大利語：Millesimo），是意大利萨沃纳省的一个市镇。总面积15.33平方公里，人口3497人，人口密度228.1人/平方公里（2009年）。ISTAT代码为009038。